# Nagy búvárpoloska
A nagy búvárpoloska (Corixa punctata) a rovarok (Insecta) osztályának félfedelesszárnyúak (Hemiptera) rendjébe, ezen belül a poloskák (Heteroptera) alrendjébe és a búvárpoloskák (Corixidae) családjába tartozó faj.

## Előfordulása
A nagy búvárpoloska Európától Közép-Ázsiáig megtalálható. Elterjedési területén rendszeresen előfordul és gyakori.

## Megjelenése
A nagy búvárpoloska mintegy 1,5 centiméter. Alapszíne sötétbarna, az előhát és a szárnyfedő sima, rajtuk világossárga vagy barna harántcsíkok vagy foltok húzódnak. Megjelenésében és életmódjában a hátonúszó poloskához (Notonecta glauca) hasonlít, de nem a hátán úszik, mivel a levegőt szárnyai alatt, valamint nyaka és előháta között tárolja. A víznél ugyancsak könnyebb, ezért ha nem úszik, valami növénybe kell kapaszkodnia a víz fenekén, hogy fel ne emelkedjék. Felfelé úszni csak levegővétel céljából szokott. Hátulsó lába ússzólábbá módosult.

## Életmódja
A nagy búvárpoloska állóvizek, tócsák és kisebb tavak lakója. Az újonnan létesített vizeket hamar benépesíti. A vízipoloskák közül egyedül a búvárpoloskák képesek közvetlenül a vízből startolni: erőteljes úszólábukkal áttörik a vízfelszínt, szétnyitják száraz szárnyukat, és tovarepülnek. A vizet este gyakran elhagyják.